# Blumhouse Productions
Blumhouse Productions, LLC (vid affärer benämnt som enbart Blumhouse), även känt under namnen BH Productions och BH, är ett amerikanskt produktionsbolag anpassat för film och TV, som grundades av Jason Blum och Amy Israel under namnet Blum Israel Productions, under år 2000. Det är känt för att producera många skräckfilmer, såsom alla sju filmer i Paranormal Activity-serien, fyra av fem filmer i Insidious-serien, Sinister, alla fem filmer i The Purge-serien, Split, Get Out, Happy Death Day, Happy Death Day 2U, de tre senaste filmerna i Halloween-serien (släppta 2018, 2021 och 2022), Freaky, The Invisible Man (2020 års version), The Black Phone, M3GAN, Five Nights at Freddy's och Speak No Evil. Bolaget har också producerat en del dramafilmer, såsom Whiplash och BlacKkKlansman.
Blumhouse Productions har samarbetat tillsammans med regissörer som Leigh Whannell, Jordan Peele, Scott Derrickson, Christopher Landon, James Wan, Mike Flanagan, James DeMonaco, Jeff Wadlow, Damien Chazelle och M. Night Shyamalan. Majoriteten av deras biofilmer ägs och distribueras av Universal Studios, som en del av ett tioårigt first-look-avtal.